# ラブプリート・サンガ
ラブプリート・サンガ（Lovepreet Singh Sangha、1988年6月10日 - ）は、インドの元カバディ選手、プロレスラー。

## 来歴

### カバディ
幼少時代よりカバディに打ち込む。2014年、WKL（World Kabaddi League）に参加するユナイテッド・シンズの一員として優勝に貢献。

### WWE

#### NXT
2015年6月2日、アメリカのメジャープロレス団体であるWWEとディベロップメント契約を交わし入団。トレーニング施設であるWWEパフォーマンスセンターにてプロレスの基礎を学ぶ。
2016年1月15日、インド・ニューデリーで行われたWWE Liveにて凱旋。キシャン・ラフター（Kishan Raftar）のリングネームでジェイソン・ジョーダンを相手にプロレスラーデビューを果たし、初勝利を飾った。
2018年5月、WWEから解雇通告を受け退団。